# 1814 في إسبانيا
فيما يلي قوائم الأحداث التي وقعت خلال عام 1814 في إسبانيا.

## ظهور
- 1 يناير – 2 مايو 1808
- 1 يناير – الثالث من مايو
- 1 يناير – 2 مايو 1808
- 1 يناير – الثالث من مايو

## مواليد

### ديسمبر
- 6 ديسمبر – خوان بريم